# Дрізд рудий
Дрізд рудий (Turdus fumigatus) — вид горобцеподібних птахів родини дроздових (Turdidae). Мешкає в Південній Америці та на Малих Антильських островах.

## Опис
Довжина птаха становить 22-24 см. Верхня частина тіла темно-рудувато-коричнева, нижня частина тіла дещо світліша. Очі темні, дзьоб сірий. Виду не притаманний статевий диморфізм. Молоді птахи мають дещо тьмяніше забарвлення, нижня частина тіла у них смугаста. Спів — мелодійні трелі і характерні для дроздів крики "чак". Представники різних підвидів вирізняються за яскравістю оперення.

## Підвиди
Виділяють п'ять підвидів:
- T. f. aquilonalis (Cherrie, 1909) — північно-східна Колумбія, північна Венесуела, острів Тринідад;
- T. f. orinocensis Zimmer, JT & Phelps, 1955 — східна Колумбія (Вічада, Мета) і західна Венесуела;
- T. f. fumigatus Lichtenstein, MHK, 1823 — Гвіана, схід і південь Бразильської Амазонії, східне узбережжя Бразилії (від півдня Пернамбуку до Ріо-де-Жанейро), крайній захід Болівії;
- T. f. bondi Deignan, 1951 — острів Сент-Вінсент;
- T. f. personus (Barbour, 1911) — острів Гренада.

## Поширення і екологія
Руді дрозди мешкають в Колумбії, Венесуелі, Гаяні, Французькій Гвіані, Суринамі, Бразилії, Болівії, на Тринідаді і Тобаго, Гренаді та на Сент-Вінсенті і Гренадинах. Вони живуть у вологих і заболочених рівнинних тропічних лісах, в мангрових лісах, саванах, в заростях на берегах річок, на болотах і плантаціях. Зустрічаються на висоті до 1800 м над рівнем моря. Живляться комахами, зокрема мурахами, іншими безхребетними, а також плодами і ягодами. Гніздо чашоподібне, робиться з гілочок, розміщується на нижніх гілках дерева. В кладці 2-3 зеленувато-блакитних яйця, поцяткованих червонуватими плямками. Інкубаційний період триває 13 днів, пташенята покидають гніздо через 13-15 днів після вилуплення.